# Zwartvoetvezelkop
De zwartvoetvezelkop (Inocybe tenebrosa, synoniem: Inocybe atripes) is een paddenstoel uit de familie Inocybaceae. Hij vormt ectomycorrhiza bij loofbomen, soms bij naaldbomen in lanen en parken.

## Verspreiding
In Nederland komt hij zeldzaam voor. Hij staat op rode lijst in de categorie 'Ernstig bedreigd'.